# Azorská rallye 2010
Azorská rallye 2010 byla sedmou soutěží šampionátu Intercontinental Rally Challenge 2010. Vyhrál zde Bruno Magalhães s vozem Peugeot 207 S2000. Soutěž měla 19 rychlostních zkoušek o délce 226,3 km. Povrch tratě je šotolinový.

## Průběh soutěže
Shakedown vyhrál Kris Meeke s Peugeotem. Hned od první zkoušky se pořadí neustále měnilo. Po první sekci, která obsahovala tři testy vedl Juho Hänninen s vozem Škoda Fabia S2000, o druhé místo se dělil Andreas Mikkelsen s Magalhaesem a čtvrtý byl Jan Kopecký. V úvodu druhé etapy měl Hänninen defekt a propadl se na čtvrtou pozici. Na první se posunul Magalhaes. V dalším testu vyhrál Kopecký, který se dostal na druhé místo. Hänninen se postupně probojoval na třetí a Meeke na čtvrtou pozici. Mikkelsen měl problémy a propadl se. V poslední sekci tří testů Hänninen dvakrát vyhrál a posunul se na druhé místo těsně za Magalhaese. Třetí byl Kopecký, čtvrtý Mikkelsen a pátý Meeke. 
Úvodní test třetí etapy vyhrává Hänninen a dělí se o první průběžné místo s Magalhasem. Kopecký drží třetí místo, Meeke se posunul na čtvrté před Mikkelsena, který měl střet s dobytkem. Hänninen pak získává první místo a navyšuje svůj náskok. Za ním jsou Magalhaes, Kopecký, Meeke a Mikkelsen. V předposledním testu měl ale Hänninen defekt a klesl na čtvrté místo. Magalhaes zůstal druhý, když jej předstihl Kopecký. Kopecký ale v posledním testu havaroval a ze soutěže odstoupil. Magalhaes tak zvítězil před Meekem a Hänninenem.

## Výsledky
1. Bruno Magalhães, Carlos Magalhães - Peugeot 207 S2000
2. Kris Meeke, Paul Nagle - Peugeot 207 S2000
3. Juho Hänninen, Mikko Markkula - Škoda Fabia S2000
4. Andreas Mikkelsen, Ola Floene - Ford Fiesta S2000
5. Ricardo Moura, Sancho Eiró - Mitsubishi Lancer EVO IX
6. Vítor Pascoal, Mario Castro - Peugeot 207 S2000
7. Pedro Vale, Rui Madeiros - Mitsubishi Lancer EVO VII
8. Sérgio Silva, Paulo Leal - Subaru Impreza STI
9. Ricardo Carmo, Justino Reis - Mitsubishi Lancer EVO IX
10. Bernaudo Sousa, Nuno Rodrigues Silva - Ford Fiesta S2000